# Ladislav Bouček
Ladislav Bouček (1915 – ?) byl český fotbalový obránce.
Na začátku srpna 2008 byl ve věku 92 let nejstarším držitelem čestné permanentní vstupenky na domácí utkání Slavie Praha.

## Hráčská kariéra
V československé lize hrál za Dynamo Slavia Praha v ročníku 1951, na jehož konci tento klub poprvé v historii sestoupil z nejvyšší soutěže. Za Dynamo Slavia Praha nastupoval také v ročníku 1952.

### Prvoligová bilance
| Ročník             | Zápasy | Góly | Minuty | Klub                    |
| ------------------ | ------ | ---- | ------ | ----------------------- |
| I. liga 1951       | –      | 0    | –      | ZSJ Dynamo Slavia Praha |
| CELKEM I. ČS. LIGA | –      | 0    | –      |                         |